# Delcorf
Delcorf est un cultivar de pomme dont le nom commercial est Delbarestivale.

## Origine
1960, Delbard, France

## Pollinisation
Diploïde
Groupe de floraison: B

## Parenté
Stark Jonagrimes × Golden Delicious
Descendants:

- Delrouval: Delcorf × Akane
- Nicogreen(TM): Delbarestivale delcorf × Granny Smith

## Culture
Récolte: fin août
Conservation: 1 mois